# Denver Broncos
Denver Broncos är ett professionellt amerikansk fotbollslag från Denver, Colorado, USA. Broncos spelar i National Football League (NFL) som medlemmar i American Football Conference (AFC) west division. Hemmamatcherna spelas på Empower Field at Mile High som har en kapacitet på 76 125 åskådare.

## Historia
Denver Broncos grundades 1960 av sportprofilen Bob Howsam. Han grundade laget efter att ha byggt ut en arena för att få ett baseballag till Major League. När han inte fick ett baseballag i högsta ligan var stadion för stor och för att utnyttja den bättre ville han ha ett lag i NFL. Det gick inte heller och därför blev han medgrundare till ligan AFL som utmanade NFL och han grundade laget Denver Broncos.
Namnet "Broncos" fick laget efter en namngivningstävling. Bronco är ett ord från Vilda västern för en oinriden häst, ibland synonymt med vildhäst eller en allmänt nyckfull häst.
Denver Broncos vann den första matchen i AFL mot Boston Patriots med 13-10 och i en försäsongsmatch 1967 blev de det första laget från AFL som slog ett NFL-lag. Annars hade laget få framgångar i AFL men efter sammangåendet med NFL 1970 har de vunnit flera titlar och Super Bowl vid tre tillfällen, 1996, 1997, och 2016.
Den 9 augusti 2022 blev Broncos uppköpta av ett konsortium, bestående av S. Robson Walton, Carrie Walton Penner, Greg Penner, Condoleezza Rice, Lewis Hamilton och Mellody Hobson, för 4,65 miljarder amerikanska dollar.

## Hemmaarena

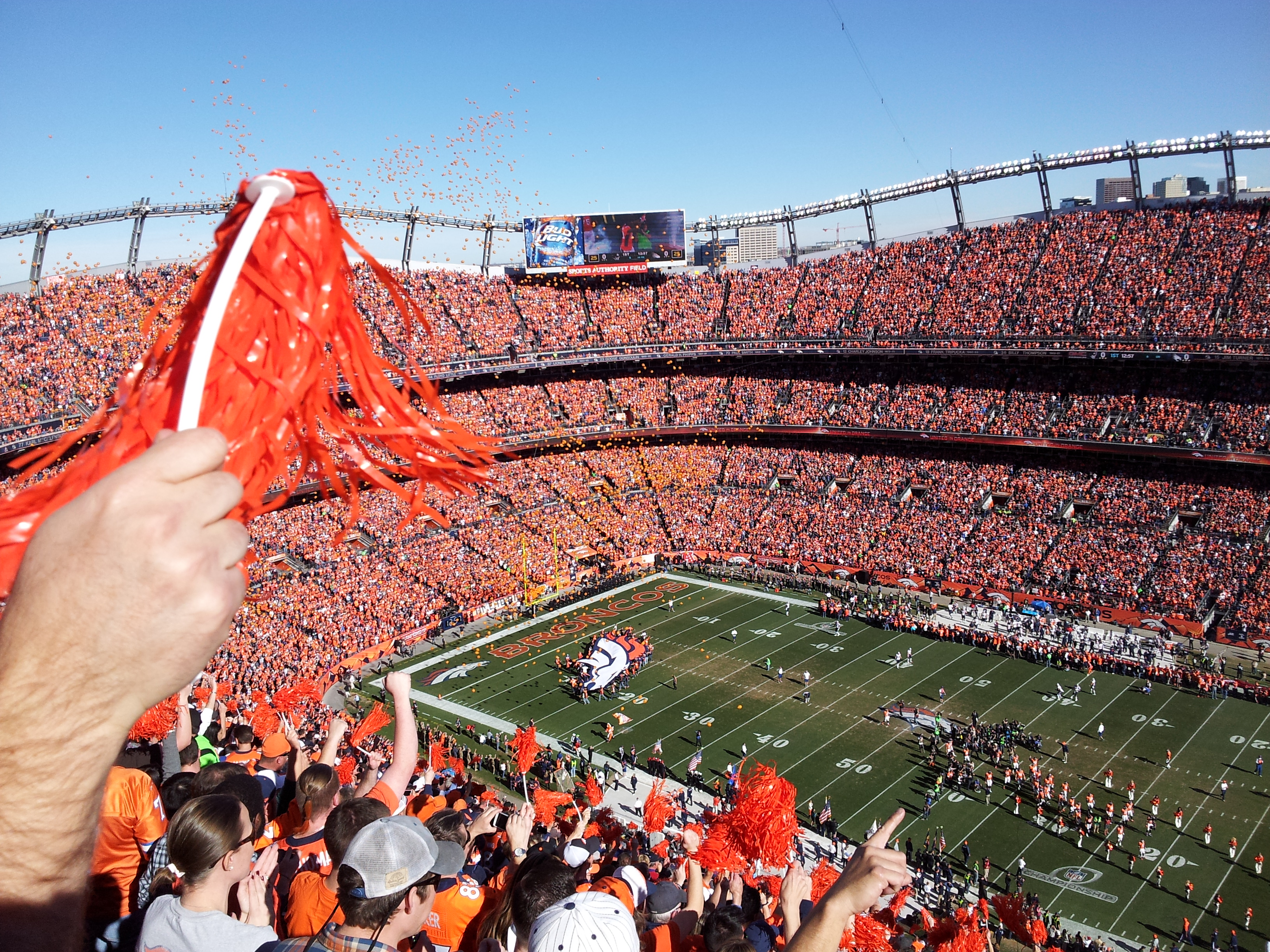
Empower Field at Mile High under slutspelet 2013.

Broncos spelar sina hemmamatcher på Empower Field at Mile High, som har en kapacitet på 76 125 åskådare och invigdes 2001. 

## Tävlingsdräkt

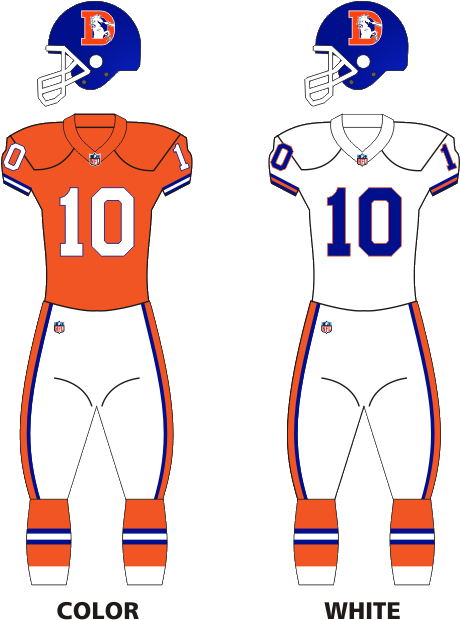
Broncos ursprungliga matchdräkter som laget bar från 1968 till 1996.

- Hemma: Marinblå tröja med orange dekor och vit text, vita byxor med orange revärer
- Borta: Vit tröja med blå/orange text, vita byxor med blå/orange revärer
- Hjälm: Marinblå med vitt/orange hästhuvud på sidorna.

## Mästerskapsvinster
7 – (1977, 1986, 1987, 1989, 1997, 1998, 2013 och 2016)

## Super Bowl
- Nummer XII 1978 med förlust mot Dallas Cowboys
- Nummer XXI 1987 med förlust mot New York Giants
- Nummer XXII 1988 med förlust mot Washington Redskins
- Nummer XXIV 1990 med förlust mot San Francisco 49ers
- Nummer XXXII 1996 med vinst mot Green Bay Packers
- Nummer XXXIII 1997 med vinst mot Atlanta Falcons
- Nummer XLVIII 2014 med förlust mot Seattle Seahawks
- Nummer 50 2016 med vinst mot Carolina Panthers

## Kända spelare
Quarterbacken Peyton Manning skrev den 20 mars 2012 på ett femårskontrakt för laget värt 96 miljoner dollar.